# Krînîcikî, Colomeea
Krînîcikî (în ucraineană Кринички) este un sat în comuna Semakivți din raionul Colomeea, regiunea Ivano-Frankivsk, Ucraina.

## Demografie
Componența lingvistică a localității Krînîcikî
     Ucraineană (100%)
Conform recensământului din 2001, toată populația localității Krînîcikî era vorbitoare de ucraineană (100%).